# César Convers
Pour les articles homonymes, voir Convers (homonymie).
César Convers (Besançon, 15 décembre 1796 - Besançon, 18 janvier 1864), est un avocat et un homme politique français du XIXe siècle. 

## Biographie
Après une licence en droit obtenue à Paris, il s'inscrit au Barreau de Besançon. 
Républicain, franc-maçon, il est élu au conseil municipal de Besançon dès septembre 1830. Surtout, en 1846, il est élu député du Doubs. Il est facilement réélu en avril 1848. La même année, il est élu maire de Besançon et conseiller général.
Rallié au Coup d'État du 2 décembre 1851 – ce qui lui vaudra le surnom de Caesari conversus, il reste maire de Besançon jusqu'en 1860.

## Sources
- « César Convers », dans Adolphe Robert et Gaston Cougny, Dictionnaire des parlementaires français, Edgar Bourloton, 1889-1891 [détail de l’édition]